# Ballady (album Maanamu)
Ballady – kompilacyjny album zespołu Maanam, wydany w lipcu 1993 roku nakładem wytwórni Kamiling Co i Pomaton, będący składanką wolnych utworów, wydany następnie w 1995 i 2011 roku ze zmienioną listą utworów.
Album uzyskał certyfikat złotej płyty.

## Historia
Album ma dwie wersje wewnętrznej okładki. Na jednej obrazy nowojorskiego artysty awangardowego Basquiata, na drugiej m.in. Modigliani. Obie sesje zdjęciowe są reminiscencjami z pobytu zespołu w Nowym Jorku i wizyt Kory i Marka w nowojorskich muzeach. Główne zdjęcie wybrane na okładkę jest autorstwa Andrzeja Świetlika.
Po kłopotach prawnych z byłymi właścicielami wytwórni Rogot trzeba było na okres wyjaśnienia sprawy usunąć z wydawnictwa utwory nagrane przez zespół w Rogocie (m.in. „Nocny patrol”, „To tylko tango”, „Krakowski spleen”). Powstała zatem nowa wersja tego albumu. Na okładce ponownie znalazło się zdjęcie Kory autorstwa Świetlika, przekształcone na komputerze przez nowojorskiego grafika Macieja Głowackiego. Zdjęcie to było użyte do plakatu reklamującego tournee zespołu po USA i Kanadzie.

## Lista utworów

### Wydanie z 1993 roku
1. „Oprócz błękitnego nieba” – 4:34
2. „Blues Kory” – 4:30
3. „Miłość jest cudowna” – 2:52
4. „Ta noc do innych jest niepodobna” – 5:58
5. „Simple story” – 3:24
6. „To tylko tango” – 2:29
7. „Nocny patrol” – 4:49
8. „Szał niebieskich ciał” – 7:45
9. „Anioł” – 4:33
10. „Kocham Cię, kochanie moje” – 4:50
11. „Krakowski spleen” – 4:34
12. „Wyjątkowo zimny maj” –3:56
13. „Espana For Ever” – 4:28

### Reedycja z 1995 roku
1. „Oprócz błękitnego nieba” – 4:34
2. „Blues Kory” – 4:30
3. „Ta noc do innych jest niepodobna” – 5:59
4. „Jedyne prawdziwe tango Maanam” – 4:02
5. „List (To nie hołd)” – 2:47
6. „Miłość jest cudowna” – 2:51
7. „Złote tango, złoty deszcz” – 3:56
8. „Życie za życie” – 5:20
9. „Zapatrzenie” – 2:57
10. „Szał niebieskich ciał” – 7:46
11. „Anioł (Miłość to wieczna tęsknota)” – 4:33
12. „Kocham Cię, kochanie moje” – 4:51
13. „Wyjątkowo zimny maj” – 3:56
14. „W ciszy nawet kamień rośnie” – 4:53
15. „Espana For Ever” – 4:29

### Reedycja z 2011 roku
1. „Oprócz błękitnego nieba” – 3:34
2. „Blues Kory” – 4:30
3. „Ta noc do innych jest niepodobna” – 5:59
4. „Simple story” – 3:21
5. „To tylko tango” – 2:26
6. „Szał niebieskich ciał” – 7:46
7. „Anioł” – 4:34
8. „Kocham Cię, kochanie moje” – 4:49
9. „Krakowski spleen” – 4:31
10. „Wyjątkowo zimny maj” – 3:56
11. „Espana Forever” – 4:29
12. „List (To nie hołd)” – 2:47
13. „Po prostu bądź” – 3:33
14. „Zapatrzenie” – 2:56
15. „Piekło i niebo” – 4:12
16. „Tu jest mój dom” – 3:56
17. „Kolekcjoner” – 3:14
18. „Do kogo biegłam” – 3:55

## Skład
- Kora – śpiew
- Marek Jackowski – gitary
- Ryszard Olesiński – gitary
- Krzysztof Olesiński – gitara basowa
- Paweł Markowski – perkusja

- Bogdan Kowalewski – gitara basowa (6, 7, 11, 12, 13, 14, 15)
- Marcin Ciempiel – gitara basowa (4, 8)
- Konstanty Joriadis – instrumenty klawiszowe (4, 8)
- Krzysztof Dominik – perkusja (4, 8)
- Neil Black – gitary (5)
- Zbigniew Namysłowski – saksofon (2)
- Wiesław Wilczkiewicz – gitary (1)
- Marian Pawlik – gitara basowa, conga (1)
- Benedykt Radecki – perkusja (1)
- Stefan Sendecki – instrumenty klawiszowe (1)
- Ryszard Szmit – programowanie (14)

## Muzyka
- Marek Jackowski oraz M. Jackowski / R. Olesiński (15)
- Słowa: Olga Jackowska, Kamil Sipowicz (5), Marek Jackowski (1)

- Projekt graficzny: Mateusz Jackowski
- Ilustracja komputerowa okładki: Maciej Głowacki
- Zdjęcia: Andrzej Świetlik, Jacek Poremba
- Projekt płyty: Sajmon Bastard Perez, Witold Popiel

- Management: Kamil Sipowicz, Mateusz Labuda